# Forza Street
Forza Street — мобильная и компьютерная игра в жанре гоночного симулятора, разработанная студией Electric Square и изданная Xbox Game Studios.
Игра была выпущена в апреле 2019 года для Windows и в мае 2020 года для мобильных устройств на платформах iOS и Android.

## Игровой процесс
Игроки участвуют в уличных гонках, выбирая автомобили из множества лицензированных моделей. Они могут модернизировать свои автомобили, улучшая их характеристики и внешний вид.
Геймплей ориентирован на аркадные гонки с элементами упрощенного управления и фокусом на скорость и зрелищность.

## Разработка и выпуск
Изначально игра была представлена под названием Miami Street и выпущена для ПК в мае 2018 года. Позже была переработана и переименована в Forza Street, став частью франшизы Forza. В апреле 2019 года игра была повторно выпущена для Windows 10, а в мае 2020 года — для мобильных устройств.

### Закрытие
В январе 2022 года было объявлено, что поддержка Forza Street прекращается и сервера игры будут отключены в начале 2023 года.

## Отзывы критиков
После анонса Forza Street подверглась многочисленной критике за чрезмерно упрощённый геймплей, систему энергии, ограничивающую свободу игры, и агрессивные микротранзакции. В результате критики назвали её пятном на бренде Forza.